# 글로벌 홈스테이 집으로
《글로벌 홈스테이 집으로》는 MBC에서 방영된 [버라이어티 쇼|오락 프로그램]]인데 서로 다른 문화를 체험하는 두 가족의 이야기를 다루웠으나 매번 반복되는 이야기가 지루함을 안겼다는 지적을 사 기대 이하의 성적에 그쳤다.

## 개요
서로 다른 언어와 생활 양식 속에서 살아온 이들이 이웃이라는 울타리로 하나가 되는 모습을 보여주는 프로그램으로, 아마존에 사는 가족들이 한국에서 생활하는 일상을 13부작으로 담은 프로그램이다.

## MC
최수종, 하희라

## 그외 출연자
박용우, 아빠후, 아우뚜, 야물루, 제토, 이요니, 빠빠시, 박천규, 야나힘